# Hrabinka
Hrabinka je přírodní rezervace v katastrálním území obce Turany v okrese Martin v Žilinském kraji na Slovensku. Území bylo vyhlášeno v roce 1988 a jeho rozloha je 0,4 hektaru. Předmětem ochrany je slatinné rašeliniště s se souborem společenstev a výskytem kriticky ohrožených druhů rosnatka anglická (Drosera anglica) a suchopýrek maličký (Trichophorum pumilum).